# Municipio de Viola (Minnesota)
El municipio de Viola (en inglés: Viola Township) es un municipio ubicado en el condado de Olmsted en el estado estadounidense de Minnesota. En el año 2010 tenía una población de 589 habitantes y una densidad poblacional de 6,37 personas por km².

## Geografía
El municipio de Viola se encuentra ubicado en las coordenadas 44°3′51″N 92°15′32″O / 44.06417, -92.25889. Según la Oficina del Censo de los Estados Unidos, el municipio tiene una superficie total de 92.5 km², de la cual 92,5 km² corresponden a tierra firme y (0 %) 0 km² es agua.

## Demografía
Según el censo de 2010, había 589 personas residiendo en el municipio de Viola. La densidad de población era de 6,37 hab./km². De los 589 habitantes, el municipio de Viola estaba compuesto por el 96,1 % blancos, el 0,34 % eran afroamericanos, el 2,04 % eran asiáticos, el 0,51 % eran de otras razas y el 1,02 % eran de una mezcla de razas. Del total de la población el 1,53 % eran hispanos o latinos de cualquier raza.